# Miagrammopes lacteovittatus
Miagrammopes lacteovittatus es una especie de araña araneomorfa del género Miagrammopes, familia Uloboridae. Fue descrita científicamente por Mello-Leitao en 1947.
Habita en Brasil.